# Joe Blaney
Joe Blaney (Nueva York, años 1950) es un productor musical, ingeniero de sonido y mezclador estadounidense.
Ha colaborado con una gran cantidad de artistas, de manera ecléctica: las bandas punk The Clash y Ramones, y solistas como Prince.
Produjo varios de los discos de Charly García, siendo el disco Clics modernos (1983) su obra más aclamada por la crítica.
Desarrolló una larga carrera como productor de rock en español, dando vida a la obra de numerosas bandas de rock latino:
Los Rodríguez,
No Te Va Gustar y
Los Tres (el álbum Coliumo).
Produjo el álbum Alta suciedad, de Andrés Calamaro y trabajó con solistas latinos como el peruano Christian Meier (n. 1970).